# Lucas Till
Lucas Daniel Till (ur. 10 sierpnia 1990 w Fort Hood) – amerykański aktor filmowy, najbardziej znany jako Havok z serii X-Men: Pierwsza klasa.

## Życiorys

### Wczesne lata
Urodził się w Fort Hood w stanie Teksas jako syn Dany Lyn (z domu Brady) i porucznika Johna Marka Tilla. Większość dzieciństwa mieszkał na przedmieściach Atlanty, w stanie Georgia. Uczęszczał do Kell High School. Po udziale w filmie Hannah Montana: Film (The Hannah Montana Movie) w Savannah, powrócił do domu, aby w roku 2008 ukończyć szkołę średnią. Po ukończeniu studiów przeniósł się do Los Angeles w Kalifornii, aby kontynuować swoją karierę aktorską.

### Kariera
Po tym jak jego rodzice zdali sobie sprawę z jego zdolności do naśladowania głosów i bohaterów, a Joy Pervis odkrył go w lokalnej klasie aktorskiej, kiedy miał 10 lat, zaczął brać udział w reklamie. W wieku 12 lat został obsadzony w roli głównego bohatera Harry’ego Vanderbilta filmie Przygody Ociee Nash (The Adventures of Ociee Nash, 2003) z Keithem Carradine i Mare Winningham. Rok potem zagrał postać Jaya w dramacie Lightning Bug (2004), który kręcił się w Fairview w Alabamie. Pierwszą ważną rolą był Jack Cash, starszy brat Johnny’ego Casha (Joaquin Phoenix), który podczas pracy w tartaku zmarł w wypadku przy pilarce stołowej w dramacie biograficznym Jamesa Mangolda Spacer po linie (Walk the Line, 2005). Pojawił się w wielu filmach niezależnych i filmach telewizyjnych Lifetime Television. W 2008 był przesłuchany do roli w Hannah Montana: Film (The Hannah Montana Movie) z udziałem Miley Cyrus i otrzymał rolę Travisa Brody'ego. Pracował razem z aktorem Jackie Chanen na planie sensacyjnej komedii familijnej Briana Levanta Nasza niania jest agentem (The Spy Next Door, 2010), w którym zagrał rolę rosyjskiego szpiega. Wystąpił także w teledysku Taylor Swift „You Belong with Me” (2009). Po gościnnym udziale w jednym z odcinków serialu Dr House (2008), wystąpił w serialu Disney Channel Leo Little's Big Show (2009-2010) z Emily Osment.
Wcielił się w postać Havoka filmach: X-Men: Pierwsza klasa (X-Men: Days of Future Past, 2011) Matthew Vaughna, X-Men: Przeszłość, która nadejdzie (X-Men: Days of Future Past, 2014) i X-Men: Apocalypse (2016) Bryana Singera.
W 2016 roku podano do publicznej wiadomości, że zagra główną rolę Angusa MacGyvera w serialu CBS MacGyver, który opowiada o dwudziestokilkuletnim MacGyverze, który zostaje zwerbowany do tajnej organizacji, gdzie wykorzysta swój talent do zapobiegania zagrożeniom w niekonwencjonalny sposób.

## Filmografia

### Filmy fabularne
- 2004: Lightning Bug jako Jay Graves
- 2005: Spacer po linie (Walk the Line) jako Jack Cash
- 2006: Inna niż wszyscy (Not Like Everyone Else, TV) jako Kyle Kenney
- 2006: The Other Side jako młody Sam
- 2008: Mrs. Hobbes' House jako Justin
- 2008: Taniec truposzy (Dance of the Dead) jako Jensen
- 2009: Laid to Rest jako sprzedawca w sklepie
- 2009: Hannah Montana: Film jako Travis Brody
- 2010: Nasza niania jest agentem (The Spy Next Door) jako Larry
- 2011: X-Men: Pierwsza klasa (X-Men: Days of Future Past) jako Alex Summers / Havok
- 2011: Inwazja: Bitwa o Los Angeles (Battle: Los Angeles) jako kapral Scott Grayston
- 2013: Zauroczenie (Crush) jako Scott Norris
- 2014: Kristy jako Aaron
- 2015: Miasteczko Bohaterów jako Josh
- 2016: X-Men: Apocalypse jako Alex Summers / Havok

### Seriale
- 2008: Dr House jako Simon
- 2009: Medium jako Adam Mankowitz
- 2010: Blue Mountain State jako Golden Arm / Matt Parker
- 2016 - : MacGyver jako Angus „Mac” MacGyver

### Teledyski
- 2009: „You Belong with Me”[12][13] – Taylor Swift[14]
- 2011: „Someone Like You” – Tony Oller[15]